# Amphitherium
Amphitherium — це вимерлий рід стеблових кладотерійових ссавців, які жили в середній юрському періоді Англії. Це був один із перших описаних ссавців мезозою. Недавнє філогенетичне дослідження показало, що це сестринський таксон Palaeoxonodon. Він знайдений у формації Форест-Мармур і вапняковій формації Тейнтон.
Amphitherium походить від грецького amphi, що означає «з обох сторін», і therion, що означає «дикий звір». Це було посиланням на неправильне переконання де Бленвіля, що оригінальна викопна щелепа цієї тварини була не ссавцем, а чимось середнім між ссавцями та рептиліями.
Перші щелепи ссавців мезозою, включаючи амфітерій, були знайдені в Стоунсфілдському шифері, що є частиною Тейнтонської вапнякової формації поблизу Стоунсфілда в Англії. 